# Bantia werneri
Bantia werneri är en bönsyrseart som beskrevs av Lucien Chopard 1913. Bantia werneri ingår i släktet Bantia och familjen Thespidae. Inga underarter finns listade i Catalogue of Life.